# Dunino
Dunino is een plaats in het Poolse district  Legnicki, woiwodschap Neder-Silezië. De plaats maakt deel uit van de gemeente Krotoszyce en telt 120 inwoners.